# Alejandro Muñoz-Alonso
Alejandro Muñoz-Alonso Ledo (Salamanca, 1934-Madrid, 2016) fue un político, catedrático y analista político español.

## Biografía
Nació el 11 de enero de 1934 en Salamanca. Estudió en las universidades de Salamanca y Madrid, consiguiendo el doctorado en Derecho y Ciencias Políticas.
Fue vicepresidente y miembro fundador del Grupo 16 y catedrático en la Universidad Complutense de Madrid y en la Universidad San Pablo-CEU. Dirigió el Instituto de la Opinión Pública. Miembro del Partido Popular, obtuvo escaño de diputado en las elecciones de 1989, 1993, y 1996,  correspondientes respectivamente a la IV, V y VI legislaturas, en todas ellas por la provincia de Madrid. Fue senador en la VII, VIII, IX, y X legislatura, en todas con el Partido Popular y por la circunscripción de Madrid.
Fue autor de obras como Política y nueva comunicación (Editorial Fundesco, 1989), La influencia de los intelectuales en el 98 francés: el asunto Dreyfus (FAES, 1999), sobre el caso Dreyfus, El fracaso del nacionalismo (Plaza & Janés, 2000) y España en primer plano. Ocho años de política exterior (FAES, 2007), un análisis de la política exterior de los dos gobiernos de José María Aznar, entre otras. Falleció el 24 de enero de 2016 en Madrid.
Fue uno de los redactores de la Constitución Europea por parte de la delegación española formada por Miguel Ángel Moratinos, Ana Palacio, Alfonso Dastis, Íñigo Mendez de Vigo, Carlos Bastarreche, Josep Borrell, Diego López Garrido y Carlos Carnero.[cita requerida]